# عرقون متعدد الأزهار
عرقون متعدد الأزهار (الاسم العلمي:Euphrasia multiflora) هي نوع نباتي يتبع جنس العرقون من الفصيلة الجعفيلية.  